# Агуйла (Аризона)
Агуйла (англ. Aguila) — статистично обумовлена місцевість в окрузі Марікопа, штат Аризона, США.

## Демографія
У 2010 році на території мешкало приблизно 1249 осіб (у 2000 році — 1064 осіб). 
Чоловіків — 668 ;

Жінок — 579 .
Медіанний вік жителів: 55.7 років;
по Аризоні: 35.6 років;
Будинків та вілл: 730;
орендованих: 101.
Середній розмір домогосподарства: 2.3 осіб; по Аризоні: 2.7 осіб. 

### Доходи
Середній скоригований валовий дохід в 2004 році: $26,686;
по Аризоні: $50,097.
Середня заробітна плата: $22,583;
по Аризоні: $42,146.

### Расова / етнічна приналежність (перепис 2010)
Білих — 924.

 Афроамериканців — 44.

 Індіанців — 7.

 азіатів — 0.

 Корінних жителів Гавайських островів та інших островів Тихого океану — 0.

 Інші — 0.

 Відносять себе до 2-х або більше рас — 0.

 Латиноамериканців — 281.